# Tamar (filha de David)
Tamar (em hebraico: תָּמָר‎; romaniz.: Tamar), foi uma princesa de Israel, sendo filha de Davi e Maaca, e irmã do príncipe Absalão.

## Estupro de Tamar
A beleza de Tamar, fez com que Amnom, meio-irmão mais velho dela, ficasse apaixonado por ela. Fingindo-se doente, Amnom conseguiu que Tamar fosse enviada a seus aposentos, a fim de cozinhar para ele, e então a violentou. O amor erótico de Amnom transformou-se em ódio depreciativo, e ele mandou que Tamar fosse posta na rua. Rasgando sua veste listrada que a distinguira como filha virgem do rei, e com cinzas sobre a cabeça, Tamar encontrou-se com Absalão. Absalão, contudo, instruiu sua irmã a não levantar nenhuma acusação e levou-a para morar na casa dele.
Segundo John Kitto, tomar Absalão conta de Tamar, ao invés de o pai dela o fazer, harmonizava-se com o costume oriental de que, numa família polígama, os filhos da mesma mãe são os mais intimamente achegados, e as filhas "ficam sob o cuidado e a proteção especiais de seu irmão, o qual, . . . em tudo o que atinge a segurança e a honra delas, é mais procurado do que o próprio pai". Muito antes, foram Levi e Simeão, dois irmãos germanos de Diná, que resolveram vingar a desonra de sua irmã.
Tomando conhecimento da humilhação de sua filha, o rei Davi reagiu com grande ira, mas não tomou nenhuma ação judicativa contra o ofensor. 
Passaram-se dois anos. Chegou a época da tosquia das ovelhas, ocasião festiva, e Absalão organizou uma festa em Baal-Hazor, cerca de 22 quilômetros ao nordeste de Jerusalém, convidando os filhos do rei e o próprio Davi. Quando seu pai se escusou de comparecer, Absalão pressionou-o a concordar em enviar Amnom, seu primogênito, em seu lugar. Na festa, quando Amnom se estava "sentindo bem por causa do vinho", Absalão ordenou que seus servos o matassem. Os outros filhos retornaram a Jerusalém, e Absalão foi para o exílio junto a seu avô sírio, no reino de Gesur, ao leste do mar da Galileia.